# Hypocometa moltrechti
Hypocometa moltrechti là một loài bướm đêm trong họ Geometridae.